# Džúdžucu

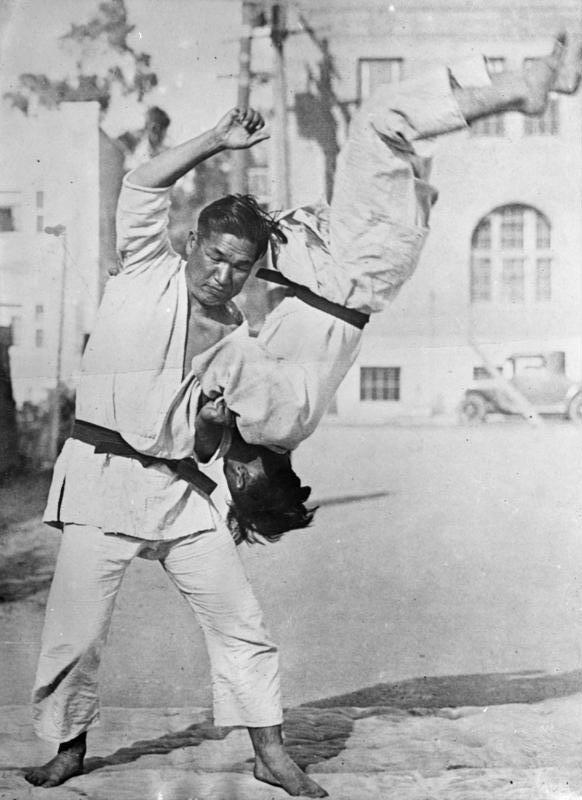
Džú-džucu

Džúdžucu (též džúdžicu nebo džiu-džitsu) je původní japonské umění boje nebo bojový systém rozšířený po světě v různých podobách jako způsob sebeobrany beze zbraně nebo s malou zbraní. Z džúdžucu vycházejí moderní bojová umění judo, aikido a další bojová umění nebo sporty. Současně nejznámějším džúdžucu systémem je brazilské jiu-jitsu, které je však oproštěno od japonské filosofie.
Jako úpolový sport je džúdžucu zastřešováno Mezinárodní federací džúdžucu (JJIF), která je od roku 1993 členem GAISF. Česko je členem Mezinárodní federace džúdžucu (WJJF-WJJKO) a Budo Center Europa (BCE).

## Etymologie
Termín džúdžucu (柔術) je složen ze slov džú a džucu.
„Džucu“ (術) je termín pro japonská bojová umění budžucu a znamená techniku nebo umění. Termín „džú“ (柔) znamená jemný, měkký, poddajný, přizpůsobivý, submisivní, harmonický. Jde o znak, jehož význam se obtížně interpretuje:
1. „V jemnosti je síla“ (japonsky: džú joku ko o sej suru), jejíž základní myšlenkou je, že akce nenarazí na odpor, ale je přeměněna v protiakci. (Taoismus)
2. „Měkkost může kontrolovat tvrdost.“ (Taoismus)
3. „Bouře duby vyvrací, zatímco rákos jen ohýbá.“ (Taoismus)
4. „Spokojený člověk je přizpůsobivý člověk.“ (Konfuciasmus)
5. Džú se nejčastěji překládá jako jemný.
6. Matěj Novák chápe význam slova džú jako přizpůsobivý. (Novák M., 2007)
7. „Ne všechny techniky džúdžucu jsou jemné, džú poukazuje spíše k okamžité přizpůsobivosti mysli a těla na měnící se situaci.“ (Fojtík I., 2001)
8. „Džú výrazně šetří síly obránce. Je to princip ekonomický.“ (Konečný A. 2000)
9. „Princip džú znamená pružně a chytře se umět přizpůsobit strategickým manévrům protivníka s cílem využít jeho pohybu a sílu do nich vloženou k jeho porážce.“ (Ratti O., 2015)
10. „Džú je flexibilita ve významu, že mysl i tělo adaptuje na situaci a uzpůsobuje jí ve prospěch toho, kdo tuto metodu používá.“ (Draeger D., 1995)

Existuje nespočet interpretací znaku 柔 v bojovém umění. Přímou odpověď na ni však musí dát každý mistr japonských bojových umění.
Nejčastější chybou je překládání znaku džucu (術) jako džicu (実). Znak 実 nese v japonštině význam něčeho pravdivého, skutečného. Transliteraci přes západní literaturu tj. džiu-džitsu se podařilo zakotvit českým jazykovědcům do spisovného jazyka českého.
Pro znak 柔 (džú) se v samotné japonštině používá i výraz jawara. Tento název používají některé původní japonské školy.

## Definice
Džúdžucu je umění boje, primárně bez použití zbraní...
- „Džúdžucu je bojový systém beze zbraně i s použitím malých zbraní, kterého je možno použít proti ozbrojeným i neozbrojeným nepřátelům." V této Draegerově definici je skryt jeden z původních rozdílů mezi džú(džucu) a džú(dó). Džúdžucu definuje svého soupeře jako nepřítele. Džúdo definuje soupeře jako protivníka, někoho s kým se na své cestě životem zdokonaluje.
- „Džúdžucu se chápe jako souhrnný termín pro různé formy beze zbraně, vytvořené na japonském území ve druhé vývojové linii, přičemž první linie postihuje sumó." V této Fojtíkově definici se neuvádí techniky boje s malými zbraněmi jako nůž, dýka, boxer, které systémy džúdžucu rovněž zahrnovaly. Fojtík navíc poukazuje na japonský zápas sumó, ze kterého džúdžucu pravděpodobně vzniklo.
- „Džúdžucu je obecný způsob aplikace techniky užití lidského těla v neozbrojeném boji." Ratti podobně jako Fojtík do džúdžucu neuvádí techniky boje s malými zbraněmi.
- „Džúdžucu je metoda boje z blízka, beze zbraně nebo s využitím minoritní zbraně, která může být použita k obraně nebo útoku za účelem zdolání neozbrojeného nebo ozbrojeného protivníka." Novák ve své definice navazuje na Draegerovu definici a podotýká, že džúdžucu není pouze obranný systém.
- „Džúdžucu je bojovým uměním, ve kterém je základní koncepcí práce s útokem jako se zdrojem energie, kterou lze formami poddajnosti (džú) využít ve vlastní prospěch.“ Procházka v této své definici asi nejlépe vyjádřil podstatu džúdžucu v českém jazyce.

## Historie
Termín džúdžucu se objevuje v období Edo (1603–1867). Boj nablízko bez použití zbraní však popisuje již kronika Nihonšoki (rok cca 720). Tento druh zápasu, pravděpodobně podobný sumó byl nazýván různě podle období jawara, torite, hakuda, taidžucu apod. Techniky tohoto bojového stylu musely být přizpůsobeny na boj s obrněným nepřítelem. Byly využívány v případě ztráty meče. V takovém případě bylo nutné dostat nepřítele hodem či podrazem na zem a na zemi mu zlomit vaz, případně ho podříznout dýkou. Některá korjú v současné době tyto bojové techniky s obrněným nepřítelem rekonstruují.
V období Edo je charakteristický nárůst škol džúdžucu, pro jeho praktické využití. Znalost džúdžucu uplatňovali osobní strážci nebo strážci věznic, strážci pořádku. Válek bylo naprosté minimum a prakticky jediné konflikty vznikaly uvnitř společnosti (např. rolnická povstání). Řešením těchto konfliktů nebylo rebely zabíjet, ale umravňovat. Předvést je před soud a až na základě soudu je popravit.

### Moderní Japonsko
Éra moderního směřování Japonska začíná reformami Meidži koncem šedesátých let devatenáctého století. Ústup od feudálního zřízení uvrhl v nemilost preferovanou společenskou třídu samurajů. V roce 1871 japonská vláda přestává dotovat školy bojových umění. Nedostatek uplatnění nutil mistry bojových umění věnovat se nedůstojným činnostem, v lepším případě vstupovat do policejních sborů.
Posun k lepšímu přišel v osmdesátých letech devatenáctého století, kdy vzniká potřeba vytvoření tělovýchovného systému pro školy po vzoru německého tělovýchovného systému. Okolo roku 1883 se základní prvky džúdžucu a kendžucu dostávají do hodin tělesné výchovy. V tomto období přichází na scénu Džigoró Kanó se svojí školou Kodokan judo do roku 1910 veřejně známou jako „Kanó rjú džúdžucu“. Kanóova metodika výuky se do první světové války prosadila jako hlavní tělovýchovný systém džúdžucu. V Japonsku a později ve světě vešla ve známost jako džúdó. Vedle Kanóovy školy džúdžucu existovala i škola džúdžucu pro tokijskou metropolitní policii, kde se v sedmdesátých letech rekrutovali bývalí samurajové. Z jejich znalostí postupně vzniklo džúdžucu zaměřené na techniky zatýkání osob taihodžucu.
V roce 1895 vzniká v Kjótu řídící orgán japonské bojového umění (sportu) Butokukai (大日本武徳会, Dai Nippon Butoku Kai), která organizuje první sportovní zápasy v kendó a džúdžucu (džúdó). Butokukai dále standardizoval dvě základní formy kata pro džúdžucu (džúdo) – Nage-no-kata (školství) a kime-no-kata (armáda).

### Expanze do světa
Japonsko patřilo po otevření hranic v druhé polovině devatenáctého století k rozvojovým zemím s velkou migrací obyvatelstva. Nejčastější destinací byly vyspělé ekonomiky tehdejší doby Spojené státy americké, Spojené království a Německo.
Vývozním artiklem migrujících Japonců bylo jejích bojové umění. Muži se uplatňovali jako profesionální zápasníci a dále předávali své znalosti zájemcům. Hlavní lákadlo pro zájemce o japonská bojová umění v cizině bylo „slabší může porazit silnějšího, když správně uplatní svojí vnitřní sílu“.
Celá řada jiu-jitsu systémů v cizině vznikla bez osobního přičinění japonských mistrů bojových umění, jen na základě studia knížek a manuálů. Typickým příkladem je původní Sambo vytvořené Viktorem Spiridonovem pro potřeby sovětské tajné policie NKVD na počátku dvacátých let dvacátého století.

## Současnost

### Japonsko
Potom co Džigoró Kanó ovládl japonský trh se systémy džúdžucu zhruba do začátku první světové války v roce 1914 začal prosazovat pro džúdžucu název džúdó jako moderního japonského tělovýchovného systému a sportu.
Ve třicátých letech se zdálo, že termín džúdžucu je v Japonsku mrtev. V zákoutích však stále přežíval duch starých mistrů džúdžucu, který po druhé světové válce začal ožívat. Snad nejznámější moderní školou/stylem (現代, gendai) je Nihon džúdžucu.
Vedle těchto moderních džúdžucu škol je i snaha udržet tradice starých škol džúdžucu (korjú) v rámci kulturního dědictví. Tyto školy organizačně zastřešuje Nihon kobudó kjókai (日本古武道協会).

### Svět
Ve světě byla problematika džúdžucu jednodušší v tom, že západní svět nechápal mechanizmus změny džúdžucu v džudó a tím se termín džúdžucu udržel v povědomí. V Československu byl například tento rozdíl pochopen jako sebeobrana tj. džúdžucu vs. sport tj. džudó.
Současný svět vnímá džúdžucu jako kombinaci tří bojových stylů judo (hody, podmety, submise), karate (údery, kopy) a aikido (submise). Tento slepenec vznikl v Evropě v sedmdesátých letech jako sportovní ju-jitsu.
Vedle klasického džúdžucu existuje i tzv. západní džúdžucu reprezentované komerčně nejúspěšnějším džúdžucu současnosti brazilským jiu-jitsu. Tyto západní verze džúdžucu jsou prakticky zcela integrovány s místní kulturou, ve které probíhal jejich vývoj. Vedle brazilského jiu-jitsu vychází z džúdžucu sambo, krav maga a další bojové systémy, ve kterých se prolínají různé bojové styly a vlastní myšlenky zakladatelů.

## Původní školy džúdžucu (korjú)
- Takenouči rjú – nejstarší známá škola džúdžucu, založena okolo roku 1532. Z této školy vycházely další školy džúdžucu. Rod Takeuči drží tradici výuky bojových umění do dnešních dob.

- Jóšin rjú – škola pravděpodobně vycházející z čínských bojových umění, založena okolo roku 1560. Zdroje se liší ve jméně zakladatele, ale shodují se v bodě, že zakladatel se svému umění učil v Číně.

- Kitó rjú – škola vycházející z čínské kosmologie, založené na principech jin a jang (陰陽, in´jó). Škola, ve které se učil Džigoró Kanó, a ve které se již počátkem osmnáctého století objevuje výraz džúdó. Několik judistických kata vychází právě z této školy.

- Tenšin šin‘jó rjú – škola založená okolo roku 1830 japonským mistrem Mataemonem. Škola vychází ze školy Jošin rjú doplněné o techniky úderů (atemi-waza). Šlo o nejpopulárnější školu džúdžucu v polovině devatenáctého století, kterou studoval i Džigoró Kanó.

- Daitó rjú – škola opředená mnoha legendami s minimem podložených údajů. Z této školy vychází Hakko rjú Džúdžucu, Yamaue rjú Aiki- džúdžucu, ovlivnila korejské Hapkido a další. Jednalo se o soukromou školu, ze které vzniká ve dvacátém století populární japonské bojové umění Aikidó.

Další známé školy:
- Jagjú šingan rjú (soukromá škola), Kukišin rjú, Šibukawa rjú, Gjokko rjú, Matsumata rjú, Kukišinden rjú, Koto rjú, Šindenfudo rjú, Gikan rjú, Takeda rjú.

Celkový počet škol od poloviny šestnáctého století není znám, hovoří se o čísle plus, minus 200 škol.